# Tour du Ministère de l'Agriculture (Riga)
La tour du ministère de l'Agriculture (en letton : Zemkopības ministrijas augstceltne) est un immeuble de grande hauteur situé dans le district central à Riga en Lettonie. 

## Présentation
Le bâtiment du ministère de l'Agriculture est un immeuble de 26 étages construit en 1978 à Riga dans le style moderniste des années 1960. 
Il abrite le ministère de l'Agriculture (lv) et les bureaux d'autres entreprises et organisations. Familièrement, le bâtiment est parfois appelé la Tour Carbonifère.

## Histoire

### Conception
La version initiale du projet de gratte-ciel prévoyait la construction de trois immeubles de grande hauteur (24, 20 et 19 étages) et la création d'une grande place. 
En 1965, les architectes E. Pučiņš, K. Alksnis et V. Dorofejevs élaborèrent un nouveau projet d'aménagement pour la place de la République.
Le groupe de trois immeubles de grande hauteur était une tentative de créer un centre gouvernemental dans la citadelle de Riga (lv), regroupant de nombreux ministères dans plusieurs immeubles de grande hauteur. Le bâtiment des institutions publiques  aurait été le plus grand complexe de Riga, offrant un espace de travail à environ 7 000 employés.
La construction du bâtiment a commencé vers 1960 et s'est poursuivie par intermittence jusqu'en 1986. L'ensemble immobilier occupe un terrain d'une superficie de 13 000 m².
L'auteur du projet pensait que le contenu et les dimensions du complexe conçu (188x65 mètres) permettaient de créer un lieu pour des manifestations de masse, des défilés de l'armée et des événements culturels.
L'élévation du bâtiment était justifiée par le fait que les axes optiques du prolongement des deux principales autoroutes de Pārdaugava - les rues Vienības gatve et Jūrmalas gatve se croisent à cet endroit.
Le complexe immobilier a été conçu pour être situé dans un écrin de verdure, créant en outre un parterre de verdure dans le prolongement de l'espace vert de la place des Pioniers. Une ceinture verte étant également créée entre la place et le remblai du Daugava. La place des manifestations devait être construite sur deux terrasses, la terrasse supérieure était destinée à la tribune, la perspective de la place vers le sud ferait face au palais, et vers le nord elle serait fermée par un monument dédié au cinquantième anniversaire de la Révolution d'Octobre, dont la conception a commencé en 1969, mais en 1975 le projet a été gelé en faveur de La construction du Monument aux libérateurs de Riga et de la Lettonie soviétique des envahisseurs fascistes.

### Construction
Le projet de la place de la République était vaste et compliqué, la place devait être utilisée pour des défilés de chars, tout en prévoyant des stationnements en dessous. 
En raison du manque d'argent, de nombreux bâtiments des XVIIème au XIXème siècles n'ont pas été démolis dans la Citadelle quand la construction a commencé.
Il n’existait à cette époque aucun obstacle juridique à la démolition de bâtiments, car les bâtiments historiques n’avaient pas encore acquis le statut de monument architectural. Au fil des années, le respect du public pour le patrimoine culturel et historique et les exigences de ne pas toucher aux bâtiments destinés à la démolition se sont accrus. En les préservant, l'immeuble de grande hauteur a acquis un entourage  particulier, mais la réalisation du projet s'est éloignée de l'image originale de l'architecture du XXe siècle conçue par l'auteur.